# Galerucella emarginata
Espèce
Galerucella emarginata est une espèce fossile d'insecte coléoptère de la famille des Chrysomelidae, sous-famille des Galerucinae, tribu des Galerucini et du genre Galerucella.

## Classification
L'espèce Galerucella emarginata est décrite en 1937 par le paléontologue français Théobald (1903-1981),. 

### Fossile
L'holotype R776 de l'ère Cénozoïque, et de l'époque Oligocène et de l'âge Rupélien (33,9 à 28,1 Ma), vient de la collection Mieg, collection conservée au Musée d'histoire naturelle de Bâle. Ce spécimen provient du gisement de Kleinkembs (ou Kleinkems) oligocène, dans le Bade-Wurtemberg, sur la rive droite du Rhin.

### Étymologie
L'épithète spécifique emarginata signifie « banni » ou « amer » en latin.

## Description

### Caractères
Diagnose de Nicolas Théobald en 1937, : 

« Empreinte de la face dorsale, représentant le moule externe de l'animal. Coloration jaunâtre, ne représentant certainement pas la couleur primitive. Deux élytres sont bien conservées ; forme allongée, bords à peu près parallèles jusqu'au quart externe, puis s'arrondit en une pointe mousse. Sur le vivant, les élytres n'ont pas dû bailler à l'extrémité, mais être accolés jusqu'au sommet. Épipleure étroite ; surface fortement bombée, ornée de points enfoncés, serrés, donnant à l'élytre un aspect chagriné ; écusson très petit ; épaules effacées. Les élytres ont dû dépasser le thorax, dont il ne reste qu'une vague empreinte. ».

### Dimensions
L'élytre a une longueur de 4 mm et une largeur de 1,4 mm.

### Affinités
« Bruno Förster a décrit des marnes en plaquettes de Brunnstatt un exemplaire de Galerucella affinis dont les élytres présentent des caractères d'ornementation semblables à notre échantillon, mais leur forme est ovoïde, ils sont plus étroits à l'avant qu'à l'arrière et baillent à leurs extrémités. Leur taille (2,5 mm.) est beaucoup plus petite. Il est donc fort probable que les deux formes soient distinctes. ».

## Biologie
« Le g. Galerucella est universellement répandu, les insectes vivent sur les plantes et les buissons. ».

## Galerie
- Quelques espèces vivantes du genre Galerucella.
- Galerucella aquatica.
- Galérule du Nénuphar (Galerucella nymphaeae).
- Galerucella tenella.

### Publication originale
- [1937] Nicolas Théobald, « Les insectes fossiles des terrains oligocènes de France 473 p., 17 fig., 7 cartes,13 tables, 29 planches hors texte », Bulletin Mensuel de la Société des Sciences de Nancy et Mémoires de la Société des sciences de Nancy, Imprimerie G. Thomas,‎ 1937, p. 1-473 (ISSN 1155-1119 et 2263-6439, OCLC 786027547). .